# Umbre albe
Umbre albe (titlul original: engleză The Savage Innocents) este un film dramatic coproducție italo-franco-engleză, realizat de regizorul Nicholas Ray în 1960 după romanul Top of the World al scriitorului elvețian Hans Ruesch. 

## Conținut
Inuk este un eschimos simplu și naiv, vânător iscusit și plin de succes într-un teritoriu sălbatic din Arctica, care dorește în sfârșit să se însoare. Vizitând o familie de prieteni, cunoaște o tânără femeie, câștigătorul fiind el în fața altui pretendent, dar alegându-se și cu soacra pe cap. Când întâlnește un alt vânător, care a omorât un urs polar cu o pușcă, Inuk este atât de fascinat de arma nouă adusă în teritoriul lor de albi, încât pleacă încărcat cu o grămadă de piei de vulpe la punctul de schimb să-și cumpere și el una, aici având și primul contact cu lumea civilizată. Nu peste mult timp este vizitat de un misionar care încearcă să îl convingă de binefacerile creștinismului, dar datorită unui concurs de împrejurări provocate de diferențele de cultură, îl omoară accidental pe misionar. Trei ani mai târziu apar doi polițiști care l-au descoperit și vor să-l ducă la judecată...

## Distribuție
- Anthony Quinn – Inuk
- Yoko Tani – Asiak
- Peter O’Toole – polițist canadian
- Carlo Giustini – polițist canadian
- Marco Guglielmi – misionar
- Marie Yang – Powtee
- Kaida Horiuchi – Imina
- Lee Montague – Ittimargnek
- Andy Ho – Anarvik
- Francis De Wolff – hangiul de la Trading Post
- Anna May Wong – Hiko
- Yvonne Shima – Iulik
- Anthony Chin – Kiddok
- Michael Chow – Undik
- Ed Devereau – pilotul

## Melodii din film
Ca melodii din film sunt cele două cântece Sexy Rock de Colin Hicks și The Song Iceberg de The Four Saints.
Bob Dylan a compus melodia "Quinn the Eskimo (The Mighty Quinn)" în omagiul interpretării lui Anthony Quinn din acest film,  a cărei cea mai reușită și răspândită interpretare este cea a formației Manfred Mann

## Premii
Aldo Tonti  a câștigat în anul 1961 premiul Nastro d’Argento pentru cea mai bună imagine în culori cu filmul Umbre albe. 